# Suriname Dia
De Suriname Dia is een grote kaars (diya) die jaarlijks wordt aangestoken tijdens een manifestatie in Paramaribo, Suriname. Dit moment luidt de driedaagse viering van Divali in.
De ontsteking van de Suriname Dia gebeurt sinds circa 2006 op het Onafhankelijkheidsplein en gaat vergezeld met attracties, zoals een vliegende Hanoeman of Sri Rama op een vliegende zwaan, optredens met zang en dans en een vuurwerkshow. De dia wordt geregeld door een hoogwaardigheidsbekleder aangestoken, zoals de (vice)president.
Divali is het hindoeïstische feest van het licht en begint op de dertiende dag van de donkere helft van de maand ashvina; het duurt tot de maand kaartika. In de westerse kalender valt dit samen met het eind van oktober / begin van november. De duisternis staat symbool voor onder meer immoreel gedrag en angst en wordt verdreven door het aansteken van de dia. Divali is sinds 2010 een nationale feestdag in Suriname.

## Galerij
Hieronder staan afbeeldingen van de festiviteiten in 2016: